# Morozî, Zinkiv
Morozî (în ucraineană Морози) este un sat în comuna Pokrovske din raionul Zinkiv, regiunea Poltava, Ucraina.

## Demografie
Componența lingvistică a localității Morozî
     Ucraineană (83,33%)
     Rusă (16,67%)
Conform recensământului din 2001, majoritatea populației localității Morozî era vorbitoare de ucraineană (83,33%), existând în minoritate și vorbitori de rusă (16,67%).